# كوتو ذو 17 وتر
الكوتو ذو ال17 وتر (باليابانية: 十七絃 جوشيتشي-غين) هو آلة موسيقية وترية تقليدية يابانية تشبه آلة القانون مع سبعة عشر وتر. وهي من أحد أنواع آلة الكوتو، والتي لها عادة عشر أوتار.
اخترع هذا النوع من الكوتو في عام 1921 من قبل ميتشيو مياغي الذي كان يعتقد أن الكوتو التقليدي يفتقر إلى مجموعة من الأصوات. على الرغم من أن الكوتو ذو ال17 وتر كان أكبر بكثير من الكوتو العادي، إلا أنها تشابه الحجم الطبيعي للكوتو اليوم.
على الرغم من أن مياغي اخترع أيضا كوتو ذو 80 وتر، وكوتو قصير، إلا أن هذه لم تشتهر مثل شهرة الكوتو ذو ال17 وتر.